# Полет 8969 на „Ер Франс“
Отвличането на полет AF8969 в Алжир е отвличане на самолет Airbus A300, извършено в събота, 24 декември 1994 г. Самолетът Airbus A300B2-1C на Air France, който превозва 221 души (209 пътници и 12 членове на екипажа), трябва да изпълни редовен полет AF8969 по маршрута Алжир – Париж, но е заловен от 4 въоръжени ислямски терористи, които убиват 3-ма пътници. Целта на терористите е била да освободят двама затворници терористи от затвора, а след това да насочат самолета до Париж и да го взривят над Айфеловата кула. На 26 декември, на път за Париж, самолетът каца в Марсилия за зареждане с гориво, където е щурмуван от сили на френските специални части GIGN.
В резултат на нападението всички 4-ма терористи са убити, всички 218 души на борда на самолета оцеляват, 25 души са ранени – 16 души в самолета (3 членове на екипажа и 13 пътници) и 9 бойци GIGN.
Събитията с полет 8969 на Air France се считат за предвещаващи атаките от 11 септември 2001 г.
Airbus A300B2-1C (регистрационен номер F-GBEC, сериен номер 104) е пуснат през 1980 г. (прави първия си полет на 28 февруари). На 8 април същата година влиза в експлоатация за Air France. Задвижван от два турбовентилаторни двигателя General Electric CF6-50C2R . В деня на отвличането 14-годишният авиолайнер е завършил 20 155 цикъла излитане-кацане и е налетял 22 651 часа.

## Екипаж и пътници
Съставът на екипажа на полет AF8969 е следният:
- Командирът на самолета е 51-годишният Бернар Делем.
- Втори пилот – Жан-Пол Бордери.
- Борден инженер – Ален Босоа.
- Жил Дуни – старша стюардеса,
- Кристиан Адено,
- Никол Шовин,
- Силвен Бидо,
- Клод Буржинар,
- Кристоф Морен,
- Ан Дюфрен,
- Ричард Клер,
- Луис Улмър.

| Гражданство    | Пътници | екипаж | Общо |
| -------------- | ------- | ------ | ---- |
| Алжир          | 100     | 0      | 100  |
| Франция        | 75      | 12     | 87   |
| Германия       | 10      | 0      | 10   |
| Ирландия       | 5       | 0      | 5    |
| Холандия       | 3       | 0      | 3    |
| Норвегия       | 5       | 0      | 5    |
| Великобритания | 5       | 0      | 5    |
| САЩ            | 5       | 0      | 5    |
| Виетнам        | 1       | 0      | 1    |
| Общо           | 209     | 12     | 221  |

Общо на борда е имало 221 души – 12 членове на екипажа и 209 пътници.

## Хронология на събитията

### 24 декември
На този ден екипажът изпълнява без проблеми планирания редовен полет AF8968 от Париж до Алжир, след което трябва да изпълни обратния полет – AF8969. В Алжир по това време има гражданска война и за полети до тази страна екипажите на самолетите на Air France се набират изключително от доброволци. На алжирското летище Huari Boumedienne на полет 8969 се качват 209 пътници (според различни източници от 220 до 227), предимно граждани на Алжир и Франция; Екипажът се състои от 12 души: 3 пилоти и 9 стюардеси. Според плана, самолетът трябва да излети от Алжир в 11:15.
Стюардесите се подготвят за затваряне на вратите, когато 4 мъже в униформи на Air Algérie се качват и се идентифицират като агенти по сигурността и започват да проверяват паспортите на пътниците. Тази проверка довежда до забавяне на излитането, което привлича вниманието на ръководството на летището, което изпраща група специални части към самолета. Виждайки през прозорците колите, които се приближават до самолета, „агентите“ грабват автомати „Узи“ и автомати „Калашников“ и съобщават, че самолетът е отвлечен от ислямисти. След това трима от тях се затварят в кабината, държейки пилотите под прицел, а четвъртият остава до вратата на пилотската кабина. Едно от първите искания на нашествениците е всички жени в самолета да покрият главите си с воали, а след това искат алжирските власти да освободят от затворите двама лидери на Ислямския фронт за спасение – Абаси Мадани и Али Белхадж, което е отказано. В желанието си да покажат твърдостта на намеренията си, похитителите избират първата жертва – алжирски полицай, идентифициран при проверка на документи; според показанията на пътници той крещи: Не ме убивайте, имам жена и дете! но той е застрелян в главата и изхвърлен от самолета.
След събитията в Алжир много френски служители прекъсват коледните си празници, включително премиерът Едуард Баладюр, който поема лична отговорност за управлението на кризата. След убийството на пътника терористите отново се свързват с контролната кула и искат от властите да им дадат възможност да летят до Франция, като заявяват, че в противен случай всички заложници ще бъдат разстреляни, а самолетът ще бъде взривен. Виждайки, че алжирските власти все още не правят отстъпки, похитителите убиват друг пътник – 48-годишният Буи Джанг То – служител на виетнамското посолство в Алжир, който е избран, защото изглеждал като типичен чужденец. Преговорите стигат до задънена улица, но въпреки това френският премиер успява да убеди терористите да освободят част от пътниците. Общо 63 пътници са освободени до вечерта, включително 34 жени и 16 деца.
В същия ден в 20:00 ч. за Майорка със самолет Airbus A300 на авиокомпаниите Air France (идентичен със заловения) излита група на френските специални части (GIGN) от 40 човека, чийто командир е 35-годишен майор Дени Фавие. Скоро групата каца на летището в Палма де Майорка, на 320 километра северно от Алжир и започна да очаква по-нататъшно развитие, тъй като алжирските власти отказват да допуснат бойци на GIGN в страната си.

### 25 декември
През нощта самолетът е осветен от два прожектора. С помощта на устройства за нощно виждане се установява самоличността на лидера на терористичната група; Оказа се, че това е 25-годишният Абдул Абдула Яхя, известен още като „Емир“ (Емирът е активист на фракцията Mua-kun Bee Eddim на Въоръжената ислямска група (GIA). Впоследствие според показанията на освободените пътници се установява колко терористи има на борда и къде основно се намират. За да убедят лидера на терористите да се предаде, алжирските власти довеждат майка му на летището сутринта, която по радиовръзка започна да моли сина си да освободи заложниците; На това Яхя, ядосан от подобни действия на властите, накрая извика: Мамо, ще се срещнем в рая!
В същото време терористите все по-малко настояват за освобожданието на осъдените (което е първоначалната им цел) и все повече настояват да им се даде право на полет към Париж, където планират да дадат пресконференция, но анонимен информатор казва на френското консулство в Оран, че истинската цел на терористите е да взривят самолет над Айфеловата кула. От описанието, взето от освободените пътници, експертите заключват, че в случай на взривяване самолетът наистина ще се разпадне на няколко големи части.
Междувременно ядосаните похитители поставят ултиматум – до 21:30 да извадят стълбата от самолета (тя продължава да стои неподвижно от залавянето) и да дадат възможност на полет 8969 да излети, в противен случай ще убиват заложник на всеки 30 минути. За да предаде това съобщение, е избран пътник – младият готвач на френското посолство Яник Боние, който съобщава исканията на похитителите на диспечера по радиото. Въпреки уверенията на алжирските власти, че това е блъф, минута след изтичането на ултиматума, Яник Боние е убит, а тялото му е хвърлено на пистата.
Малко след това Едуард Баладюр каза на алжирския президент Ламин Зеруал, че алжирските власти сега са отговорни за смъртта на френски пътници, след което той го убеждава да даде разрешение на самолета да отиде във Франция.

### 26 декември
В понеделник около 02:00 ч. полет AF8969 излита от алжирското летище към Средиземно море, но не за да отиде за Париж, а за Марсилия, уж за зареждане с гориво. В 03:33 ч. самолетът каца на летище Прованс, Марсилия. Няколко минути преди кацането му на летището пристигат френски специални части. В 06:00 сутринта лидерът на терористите Яхя поиска да се излеят 27 тона авиационно гориво в резервоарите на самолета, въпреки че 8 – 10 тона са достатъчни за полет до Париж; това довежда до твърдото убеждение, че похитителите наистина планират да взривят самолета над града и следователно не трябва да бъдат освобождавани от Марсилия. Яхя иска да им бъде позволено да излетят до час и половина, в 09:40 часа той е убеден да остави екип от доброволци да почисти тоалетните и да донесат запаси от вода и храна. Всъщност доброволците са маскирани бойци от GIGN, които успяват да инспектират входните врати, за да се уверят, че не са минирани, а също така поставят скрити подслушвателни устройства.
В отговор на исканията за разрешаване на самолета да излети, терористите биват убедени, че журналистите вече са в Марсилия и следователно няма смисъл да летят до Париж за пресконференция. Зашеметен от тази новина, Яхя се съгласява да проведе пресконференция, докато пътниците преди това са отведени в задната част на самолета. В 15:30 часа след увещания двама болни пътници са освободени. Усещайки, че нещо не е наред, в 16:45 водачът на терористите заповяда на екипажа да придвижи самолета към началото на полосата за излитане и по радиото поставя условие на самолета да бъде разрешено да излети от 17:00, иначе ще предприеме мерки. В 17:08 един от ядосаните нашественици пуска откос по посока на контролната кула и унищожава еркера на нея. В този момент на специалните части е дадена команда да започнат щурма, Ръководят на операцията е Денис Фавие.
В 17:12 в привечерния здрач три подвижни стълби тръгват към самолета. На подвижните стълби се качват бойци от специалните части. На първата са 9 бойци до предната врата от дясната страна, а другите две с по 11 бойци от двете страни към задните врати. Когато в 17:17 пътеката се приближава до самолета, се оказа, че той е малко по-висок и блокира вратата. Причината за това е, че отряда е тренирал на празен самолет, а не на натоварен, който от тежестта е по-ниско. След отварянето на вратата Тиери Пруньо от специалните части (Thierry Prungnaud) нахлува в кабината и убива един терорист с два изстрела и ранява друг, преди да бъде ранен от три откоса на автоматично оръжие. Той получава 7 прострелни рани и бива поразен от избухнала граната, но въпреки това остава жив. Вторият пилот скача през стъклото на пилотската кабина и пада на земята. Накуцвайки, той избягва на безопасно място. Командирът и бортинженерът остават в пилотската кабина и едва избягат куршумите, тъй като специалните части и терористите започват да стрелят през стените, а след това започват да използват гранати. В същото време в опашната част на самолета са разтворени аварийните надуваеми рампи и започва евакуацията на пътниците. По команда на Фавие снайперисти започват да стрелят по терористите и скоро убиват друг терорист. 17 минути след началото на нападението всичките 4 терористи са убити, 54 часа след залавянето полет AF8969 е освободен. Нито един от 218-те заложници не е загинал по време на нападението.

## Последствия
- Airbus A300B2-1C борд F-GBEC получава критични щети по време на нападението и ликвидацията на похитителите и е изведен от експлоатация.
- Air France, в знак на уважение към пътниците и екипажа на полет 8969, променя номера на полета Алжир-Париж от AF8969 на AF1555 и AF1855, като те се използват съответно от Airbus A320 и Airbus A319. Парижката дестинация също се променя – международно летище Шарл де Гол вместо летище Орли.
- Полет 8969 става код-шеър номер за американската авиокомпания Delta Air Lines по маршрута Рочестър – Атланта.

## Културни аспекти
- Отвличането на полет 8969 е представено във втория сезон на канадския документален телевизионен сериал „Разследвания на въздушни катастрофи“ в епизода „Отвличане на самолета“.
- Заснемането на полет 8969 е посветено на френския филм от 2010 г. „Буря“.